# Bohumil Veselý
Bohumil Veselý (Praga, 18 giugno 1945) è un ex calciatore cecoslovacco, di ruolo centrocampista.